# Janówek (Warszawa)
Janówek – południowo-wschodnia część warszawskiej dzielnicy Ursynów. Według Miejskiego Systemu Informacji Ursynów stanowi część obszaru Skarpa Powsińska. Graniczy z Konstancinem-Jeziorną.
Według państwowego rejestru nazw geograficznych osiedle to część miasta o identyfikatorze 175696.
Janówek zajmuje obszar w rejonie Ogrodu Botanicznego CZRB PAN, przy ulicach Opieńki i Prawdziwka.

## Historia
W latach 1867–1954 wieś w gminie Jeziorna w powiecie warszawskim. 20 października 1933 wraz z Gawrońcem utworzył gromadę Gawroniec-Janówek w granicach gminy Jeziorna.
15 maja 1951 gromadę Gawroniec-Janówek przedzielono, włączając Janówek do Warszawy.